# Labeo bata
Labeo bata är en fiskart som först beskrevs av Francis Buchanan-Hamilton 1822.  Labeo bata ingår i släktet Labeo och familjen karpfiskar. IUCN kategoriserar arten globalt som livskraftig. Inga underarter finns listade i Catalogue of Life.